# Franceses (Garafía)
Franceses es una localidad española del municipio de Garafía, en la isla canaria de La Palma. Se encuentra ubicado en una lomada situada entre el Barranco de Franceses y el Barranco de los Hombres, escalonándose el poblamiento entre los 400, y 600 metros de altitud, repartidos entre los tres lomos principales: Los Castros, Los Machines,lomo los Machos y Las Tierras. Limita al este con el municipio de Barlovento y el barrio de Gallegos, y al oeste con El Tablado. Al igual que en otros lugares de Garafía, se encuentran importantes ejemplos de la vivienda tradicional campesina del norte de La Palma, cuya cubierta era antiguamente de madera de tea de los abundantes pinos de la zona. Gracias a que la orientación del barrio favorece la humedad y la nubosidad, Franceses es una zona agrícola y ganadera, con cultivo de papas, cereales, frutales, así como forraje para el consumo animal.

## La Fajana de Franceses

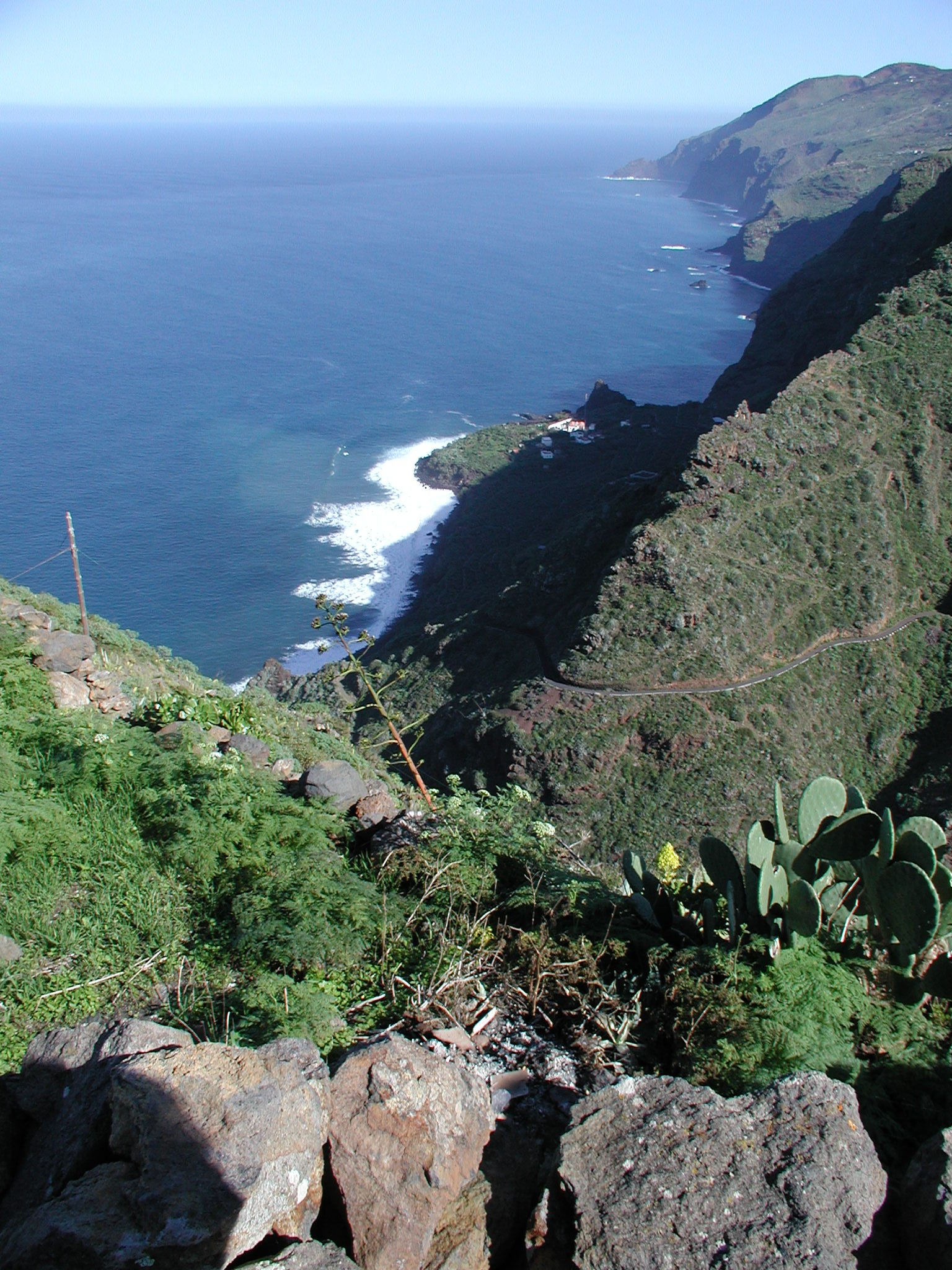
Vista de la Fajana de Franceses desde El Tablado

La Fajana es una terraza situada al pie de un imponente acantilado de 300 metros, formada por los escombros procedentes de la erosión y que el mar no ha evacuado. Es una zona cubierta de plataneras y otros frutales, a pesar de que solo recibe el sol por la tarde. Presenta un aspecto muy pintoresco, donde contrasta el verde de los cultivos con el mar y el murallón del acantilado.
Antiguamente sirvió de porís (embarcadero) para la localidad, por donde embarcaban productos de origen agrícola y ganadero con rumbo a la capital de la isla, y desembarcaban productos destinados a los habitantes del barrio.
Se puede acceder por una pista que desciende sobre el risco del barranco de los Hombres, poco apta para los no acostumbrados a las fuertes pendientes.

## Demografía
Franceses aparece citado en las Constituciones Sinodales del obispo Pedro Dávila y Cárdenas, en 1737, con 19 vecinos (95 habitantes). En 2012 vivían 192 personas.
| 2002 | 2003 | 2004 | 2005 | 2006 | 2007 | 2008 | 2009 | 2010 | 2011 | 2012 |
| ---- | ---- | ---- | ---- | ---- | ---- | ---- | ---- | ---- | ---- | ---- |
| 247  | 258  | 265  | 260  | 246  | 232  | 229  | 227  | 215  | 211  | 192  |